# Lago Phoksundo
El lago Phoksundo (en nepalí: शे-फोक्सुण्डो She-Phoksundo) también conocido como lago She Phoksundo ((Nepalí: शे-फोक्सुण्डो ताल She-Phoksundo Tal), es un lago alpino oligotrófico de agua dulce de Nepal. Está localizado en el Parque nacional de She Phoksundo, situado a una altitud de 3611,5 m s. n. m. en el distrito de Dolpa de la zona de Karnali. El lago Phoksundo cubre 494 ha de superficie con un volumen de agua de 409 hm³ y una descarga de 3715 m³/s. En 2004, un estudio hecho por el Departamento de Hidrología y Meteorología midió la profundidad máxima del lago en 145 m.
En septiembre de 2007, el lago Phoksundo fue declarado un sitio Ramsar.
En el extremo sur del lago se localiza el pueblo de Ringmo que se estableció cerca de una vieja presa de tierra de 30 000−40 000 años de antigüedad y que formó el lago. Más allá de la presa, las aguas del lago van a una cascada de más de 167 m..